# Bombay Clipper
Bombay Clipper é um filme estadunidense por John Rawlins e estrelado por William Gargan e Irene Hervey. Foi lançado em 6 de fevereiro de 1942 pela Universal Pictures.

## Elenco
- William Gargan como Jim Montgomery
- Irene Hervey como Frankie
- Charles Lang como Tex Harper
- Maria Montez como Sonya Dietrich Landers
- Mary Gordon como Abigail McPherson
- Lloyd Corrigan como George Lewis
- Truman Bradley como Dr. Landers
- Turhan Bey como Chundra
- Peter Lynn como Bland
- Riley Hill como Steward (como Roy Harris)